# Nova Venécia
Nova Venécia là một đô thị thuộc bang Espírito Santo, Brasil. Đô thị này có diện tích 1448,289 km², dân số năm 2007 là 46080 người, mật độ 29 người/km².